# Speicherkarte

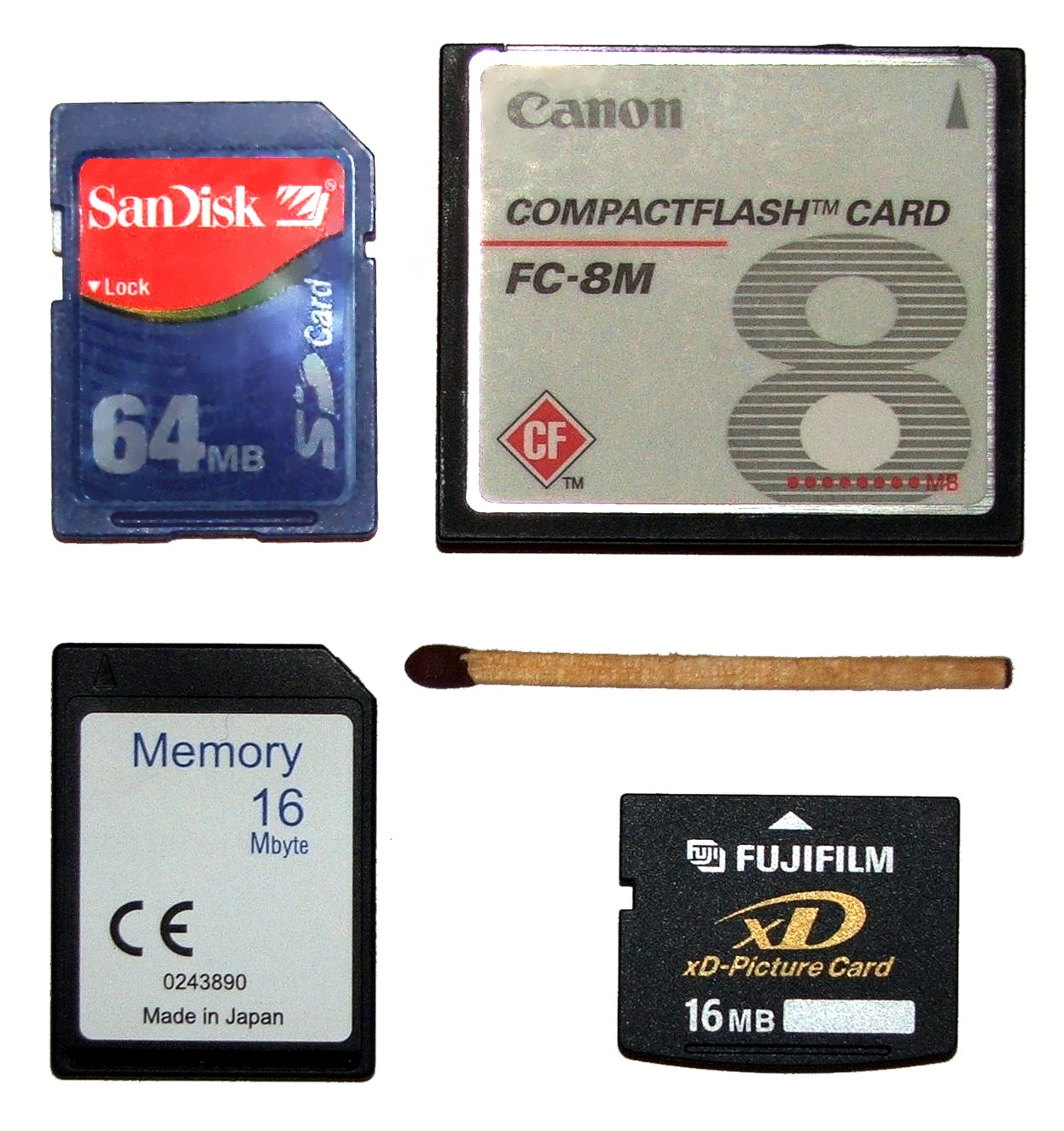
Größenvergleich verschiedener Flash-Speicherkarten (SD, CF, MMC und xD)

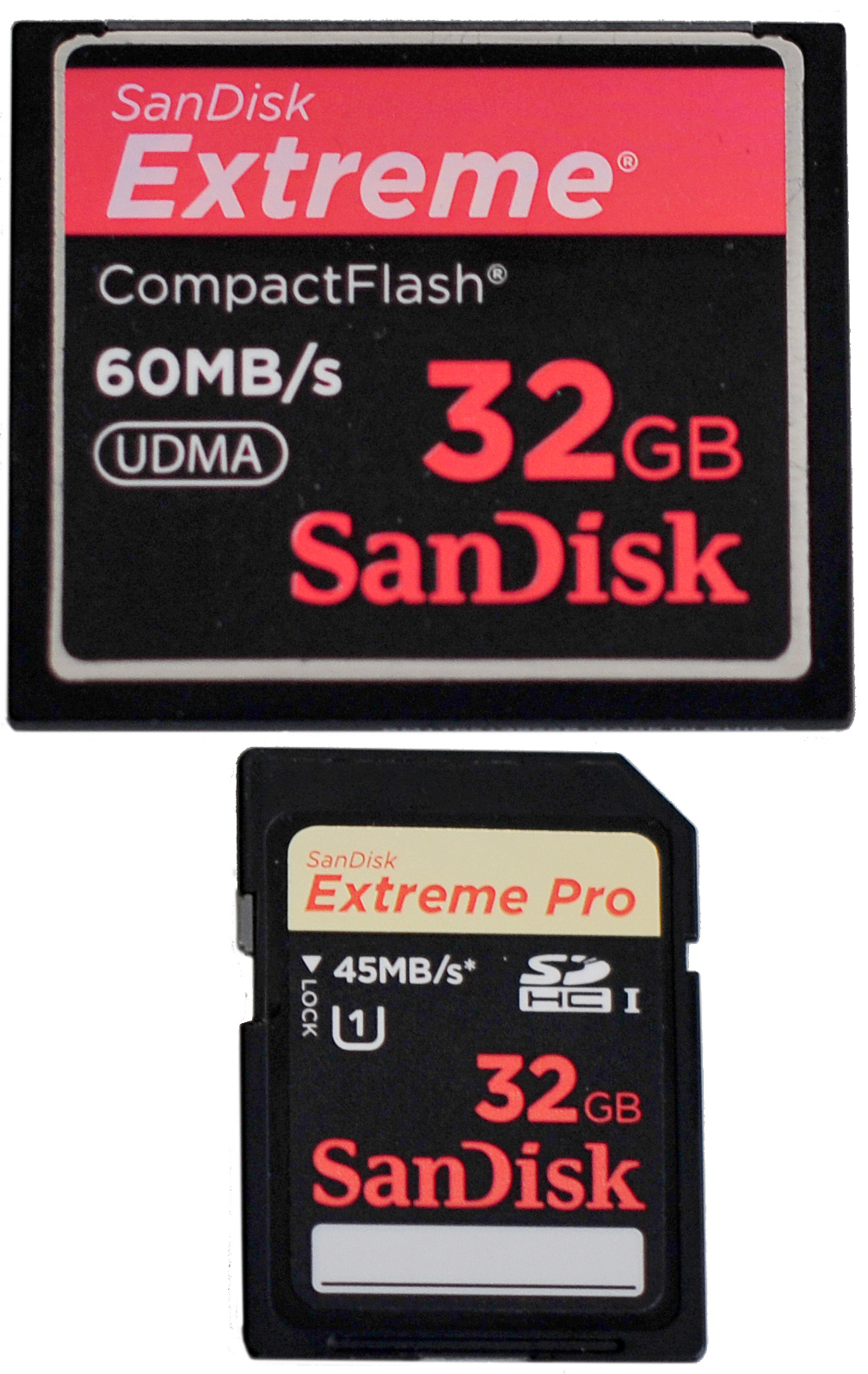
Speicherkarten aus dem Jahr 2012 (CF und SD)

Eine Speicherkarte, manchmal auch Flash Card oder Memory Card genannt, ist ein kompaktes, wiederbeschreibbares Speichermedium, auf dem beliebige Daten wie Text, Bilder, Audio und Video gespeichert werden können. Die Daten werden mittels der Flash-Speicher-Technik gespeichert. Verwendet werden sie für kleine, mobile Geräte wie Digitalkameras oder Mobiltelefone, aber auch als Mittel zur Datenportierung zusammen mit einem USB-Stick an einem Personal Computer, und der Erweiterung des Speicherplatzes ohne Einschränkung der Ergonomie, da sich eine eingelegte Speicherkarte anders als USB-Sticks in der Regel im Gehäuse befindet.

## Typen
Die meisten gegenwärtigen Geräte nutzen die Flash-Technik, obgleich andere Technologien entwickelt werden. Es gibt eine Vielzahl von Speicherkarten auf dem Markt:
- CompactFlash (CF) Typ I, CompactFlash Typ II, CompactFlash ATA Serial Transfer (CFast) Typ I, CFast Typ II, CFexpress
- Memory Stick (MS), Memory Stick Select, Memory Stick-ROM, Memory Stick PRO, Memory Stick Duo, Memory Stick PRO Duo, Memory Stick PRO-HG Duo, Memory Stick XC Duo, Memory Stick XC-HG, Memory Stick Micro (M2), Memory Stick HG Micro (M2-HG), Memory Stick XC Micro (M2 XC), Memory Stick XC-HG Micro (M2 XC-HG)
- Multimedia Card (MMC), RS-MMC, MMCmobile, MMCmicro
- Secure Digital Memory Card (SD), SDHC, SDXC, miniSD, miniSDHC, T-Flash / TransFlash, microSD, microSDHC, microSDXC
- Smart Media (SM) / Solid State Floppy Disc Card (SSFDC) wird nicht mehr hergestellt
- xD-Picture Card (xD)
- XQD

Weitere Speichermedien, die zu den steckbaren Flash-Speichermedien gehören, sind Sony SxS (ExpressCard-basiert) und Panasonic P2 (PCMCIA-basiert).
Keine Speicherkarte im eigentlichen Sinne, aber aufgrund ähnlicher Anwendung und Aufbau hier mit aufgeführt ist der USB-Stick. Es gibt auch Kompakt-Speicherkartenlesegeräte (ohne eigenen Speicher) mit einem eigenen Steckplatz für beispielsweise eine Micro-SD-Karte, so dass sie als Adapter von der Steckernorm dieser Karten auf USB dienen.
Die Flash-Speicherkarten sind von unterschiedlicher Größe, wobei die Speicherkapazität in der Regel direkt dem Preis entspricht. Die CompactFlash-Karte ist in etwa so groß wie ein Streichholzbriefchen, während die MultiMedia-Card (MMC) und die SD-Card so groß wie eine Briefmarke sind. Neuere Entwicklungen sind nur noch so groß wie ein Fingernagel. 2009 kamen Speicherkarten mit 64 Gigabyte regulär in den Handel.
Seit 2010 bieten Sony (ehemals ausschließlich Memory Stick) und Olympus (ehemals ausschließlich xD-Card und davor SmartMedia-Card) in ihren neuen Modellen zusätzlich SD-Card Slots an. Damit neigt sich der Formatkrieg bei Speicherkarten der SD-Card zu.

## Übertragungsgeschwindigkeit
Die Übertragungsgeschwindigkeit von Speicherkarten wird meist nicht direkt angegeben, sondern als Faktor auf Basis der Lesegeschwindigkeit von CDs (= ca. 150 kB/s für die ursprünglichen Single-Speed- oder 1×-Laufwerke). Diese Schreibweise hat sich ausgehend von CD-Brennern auch für andere beschreibbare Speichermedien verbreitet. Beispiel: SD card 50x = ca. 7,5 MB/s Übertragungsgeschwindigkeit. Die Begriffe High Speed oder HyperSpeed etc. unterliegen keiner Normung, so dass es nicht möglich ist zu sagen, dass eine HighSpeed Karte sehr schnell sein muss. Hinzu kommt, dass die Messmethoden für Geschwindigkeiten nicht genormt sind. So lassen sich mit wenigen großen Dateien exorbitante Schreibwerte ermitteln, die bei vielen kleinen Dateien keine Relevanz haben.
Beim Vergleich der X-Geschwindigkeitsfaktoren von Flashspeicherkarten verschiedener Hersteller ist jedoch zu beachten, dass die einzelnen Hersteller diese Geschwindigkeit unterschiedlich oder überhaupt nicht definieren. Einige Definitionen beschreiben den X-Faktor auf Basis der Schreibgeschwindigkeit, andere auf Basis der Lesegeschwindigkeit. Wieder andere sprechen von der Datenübertragungsgeschwindigkeit und meinen damit sowohl Lese- als auch Schreibgeschwindigkeit.
Bei namhaften Herstellern findet man Datenblätter, die die Geschwindigkeitsbezeichnung genauer definieren.

## Übersicht der Speicherkartenstandards
| Typ                      | Abmessungen [mm] | Controller in Karte | Interface | Anschlüsse (Pins) | DRM                    | Dateisystem                      | theoretisch mögliche Kapazität [GB] | im Handel erhältliche Kapazität [GB] | theoretische Datenrate (lesen) [MByte/s] | Betriebsspannung [V]      |
| ------------------------ | ---------------- | ------------------- | --------- | ----------------- | ---------------------- | -------------------------------- | ----------------------------------- | ------------------------------------ | ---------------------------------------- | ------------------------- |
| CompactFlash Typ I       | 42,8×36,4×3,3    | Ja                  | PATA      | 50                | (optional, u. a. CPRM) | beliebig (FAT16/FAT32 empfohlen) | 128 (134217728 bei CF5.0)           | 100                                  | 133 (167 bei CF6.0)                      | 3,3 / 5,0 (3,3 bei CF5.0) |
| CompactFlash Typ II      | 42,8×36,4×5,0    | Ja                  | PATA      | 50                | (optional, u. a. CPRM) | beliebig (FAT16/FAT32 empfohlen) | 128 (134217728 bei CF5.0)           | -                                    | 133 (167 bei CF6.0)                      | 3,3 / 5,0 (3,3 bei CF5.0) |
| CFast Typ I              | 42,8×36,4×3,3    | Ja                  | SATA      | 24                | (optional, u. a. CPRM) | beliebig (FAT32 empfohlen)       | 2048                                | 64                                   | 300                                      | 3,3                       |
| CFast Typ II             | 42,8×36,4×5,0    | Ja                  | SATA      | 24                | (optional, u. a. CPRM) | beliebig (FAT32 empfohlen)       | 2048                                | -                                    | 300                                      | 3,3                       |
| MMC                      | 24,0×32,0×1,4    | Ja                  | MMC/SPI   | 07                | -                      | beliebig                         | 128                                 | -                                    | 02,3                                     | 3,3                       |
| MMCplus                  | 24,0×32,0×1,4    | Ja                  | ?         | 13                | -                      | beliebig                         | 128                                 | 8                                    | 052                                      | 3,3                       |
| MMC DV                   | 24,0×32,0×1,4    | Ja                  | ?         | 07                | -                      | beliebig                         | 128                                 | 8                                    | 02,3                                     | 3,3 / 1,8                 |
| RS-MMC                   | 24,0×18,0×1,4    | Ja                  | ?         | 07                | -                      | beliebig                         | 128                                 | 4                                    | 02,3                                     | 3,3                       |
| RS-MMC DV / MMCmobile    | 24,0×18,0×1,4    | Ja                  | ?         | 13                | -                      | beliebig                         | 128                                 | 4                                    | 052                                      | 3,3 / 1,8                 |
| MMCmini                  | 20,0×21,5×1,4    | Ja                  | ?         | 11                | -                      | beliebig                         | 02                                  | ?                                    | 026                                      | 3,3 / 1,8                 |
| MMCmicro                 | 14,0×12,0×1,1    | Ja                  | ?         | 10                | -                      | beliebig                         | 128                                 | 2 (4)                                | 010                                      | 3,3 / 1,8                 |
| SD                       | 24,0×32,0×2,1    | Ja                  | SD/SPI    | 09                | CPRM                   | FAT16                            | 02 (4)                              | 2 (4)                                | 025                                      | 2,7 – 3,6                 |
| SDHC                     | 24,0×32,0×2,1    | Ja                  | SD/SPI    | 09                | CPRM                   | FAT32                            | 640                                 | 64                                   | 025                                      | 2,7 – 3,6                 |
| SDXC                     | 24,0×32,0×2,1    | Ja                  | ?         | 09                | CPRM                   | exFAT                            | 02048                               | 1024                                 | 0300                                     | 2,7 – 3,6                 |
| SDUC                     | 24,0×32,0×2,1    | Ja                  | ?         | 09                | CPRM                   | exFAT                            | 0131072                             | ---                                  | 0985                                     | 2,7 – 3,6                 |
| miniSD                   | 20,0×21,5×1,4    | Ja                  | SD/SPI    | 11                | CPRM                   | FAT16                            | 02                                  | 02                                   | 025                                      | 2,7 – 3,6                 |
| miniSDHC                 | 20,0×21,5×1,4    | Ja                  | SD/SPI    | 11                | CPRM                   | FAT32                            | 032                                 | 08                                   | 025                                      | 2,7 – 3,6                 |
| microSD (TransFlash)     | 11,0×15,0×1,0    | Ja                  | SD/SPI    | 08                | CPRM                   | FAT16                            | 02                                  | 02                                   | 025                                      | 2,7 – 3,6                 |
| microSDHC                | 11,0×15,0×1,0    | Ja                  | SD/SPI    | 08                | CPRM                   | FAT32                            | 032                                 | 32                                   | 025                                      | 2,7 – 3,6                 |
| microSDXC                | 11,0×15,0×1,0    | Ja                  | ?         | 08                | CPRM                   | exFAT                            | 02048                               | 1024                                 | 0300                                     | 2,7 – 3,6                 |
| xD                       | 25,0×20,0×1,78   | Nein                | ?         | 18                | -                      | beliebig                         | 00,512                              | 00,512                               | 05                                       | 3,0 – 3,3                 |
| xD Typ M                 | 25,0×20,0×1,78   | Nein                | ?         | 18                | -                      | beliebig                         | 08                                  | 02                                   | 04                                       | 3,0 – 3,3                 |
| xD Typ M+                | 25,0×20,0×1,78   | Nein                | ?         | 18                | -                      | beliebig                         | 08                                  | 02                                   | 06                                       | 3,0 – 3,3                 |
| xD Typ H                 | 25,0×20,0×1,78   | Nein                | ?         | 18                | -                      | beliebig                         | 08                                  | 02                                   | 015                                      | 3,0 – 3,3                 |
| Memory Stick             | 21,5×50,0×2,8    | Ja                  | ?         | 10                | MagicGate              | beliebig                         | 00,128                              | 00,128                               | 02,5                                     | 3,3                       |
| Memory Stick Select      | 21,5×50,0×2,8    | Ja                  | ?         | 10                | MagicGate              | beliebig                         | 00,256                              | 00,256                               | 02,5                                     | 3,3                       |
| Memory Stick PRO         | 21,5×50,0×2,8    | Ja                  | ?         | 10                | MagicGate              | beliebig                         | 032                                 | -                                    | 020                                      | 2,7 – 3,6                 |
| Memory Stick PRO Duo     | 20,0×31,0×1,6    | Ja                  | ?         | 10                | MagicGate              | beliebig                         | 032                                 | 08                                   | 020                                      | 2,7 – 3,6                 |
| Memory Stick PRO-HG Duo  | 20,0×31,0×1,6    | Ja                  | ?         | 14                | MagicGate              | beliebig                         | 032                                 | 032                                  | 060                                      | 2,7 – 3,6                 |
| Memory Stick XC Duo      | 20,0×31,0×1,6    | Ja                  | ?         | 10                | MagicGate              | exFAT                            | 02048                               | 0noch nicht am Markt                 | 020                                      | 3,3                       |
| Memory Stick XC-HG Duo   | 20,0×31,0×1,6    | Ja                  | ?         | 14                | MagicGate              | exFAT                            | 02048                               | 0noch nicht am Markt                 | 060                                      | 3,3                       |
| Memory Stick Micro       | 12,5×15,0×1,2    | Ja                  | ?         | 11                | MagicGate              | beliebig                         | 032                                 | 08                                   | 020                                      | 3,3                       |
| Memory Stick HG Micro    | 12,5×15,0×1,2    | Ja                  | ?         | 20                | MagicGate              | beliebig                         | 032                                 | 016                                  | 060                                      | 3,3 / 1,7                 |
| Memory Stick XC Micro    | 12,5×15,0×1,2    | Ja                  | ?         | 11                | MagicGate              | exFAT                            | 02048                               | 0noch nicht am Markt                 | 020                                      | 3,3                       |
| Memory Stick XC-HG Micro | 12,5×15,0×1,2    | Ja                  | ?         | 20                | MagicGate              | exFAT                            | 02048                               | 0noch nicht am Markt                 | 060                                      | 3,3                       |
| SmartMedia               | 45×37×0,76       | Nein                | ?         | 18                | ID                     | beliebig (FAT12/FAT16 empfohlen) | 00,128 (0,256)                      | 00,128                               | 00,8                                     | 5 / 3,3                   |

Anmerkungen
1. 1 2  "Format-Krieg entschieden: SD-Card setzt sich durch" (Memento des Originals vom 26. November 2015 im Internet Archive)  Info: Der Archivlink wurde automatisch eingesetzt und noch nicht geprüft. Bitte prüfe Original- und Archivlink gemäß Anleitung und entferne dann diesen Hinweis., 14. Januar 2010
2. 1 2 3  teilweise auch 13, aber nur 7 benutzt
3. ↑  CPRM = Content Protection for Recordable Media
4. ↑  Smartphone and Tablet microSDHC/XC Class 10 UHS-I U1 | Integral Memory. Abgerufen am 19. März 2018 (englisch).
5. ↑  wird nicht mehr produziert

## Speicherkarten für Spielekonsolen
Speicherkarten werden hier hauptsächlich dazu benutzt, Spielstände abzuspeichern.
Hersteller von Spielkonsolen halten sich meist nicht an Standards für Speicherkarten, daher hat jedes Spielkonsolensystem ein eigenes Speicherkartenformat, und sei es auch nur von der Bauform her. Die proprietären Formate sollen den Verkauf des Originalzubehörs fördern; es gibt allerdings in der Regel auch Speicherkarten von Fremdherstellern, die oft auch mehr Speicher zur Verfügung stellen.
Seit der Einführung der Xbox im Jahre 2001 besitzen immer mehr Spielkonsolen, wie die Wii, Xbox 360 und PlayStation 3, neben herkömmlichen Speicherkarten auch integrierten Speicher in Form einer Festplatte oder Flashspeicher.
Die Speicherkarte wird meistens an der Konsole eingesteckt (zum Beispiel bei den Produkten Neo Geo, Sega Saturn, PlayStation, PlayStation 2 und Nintendo GameCube). Bei der Dreamcast wird die Speicherkarte (hier VMU genannt) genau so wie bei der von Microsoft entwickelten Xbox und dem Nintendo 64 allerdings am Gamepad angebracht beziehungsweise eingesteckt.

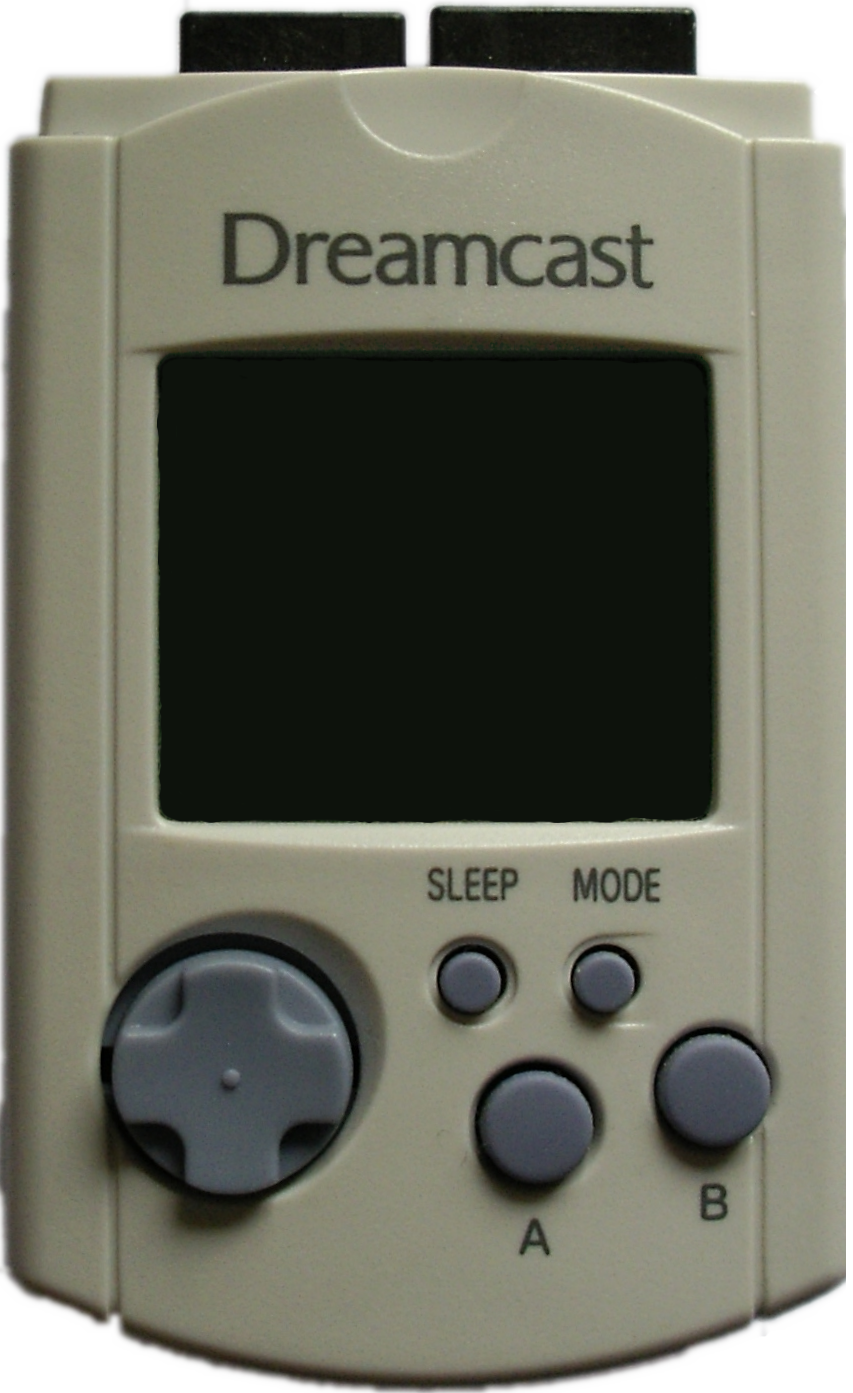
Sega Dreamcast
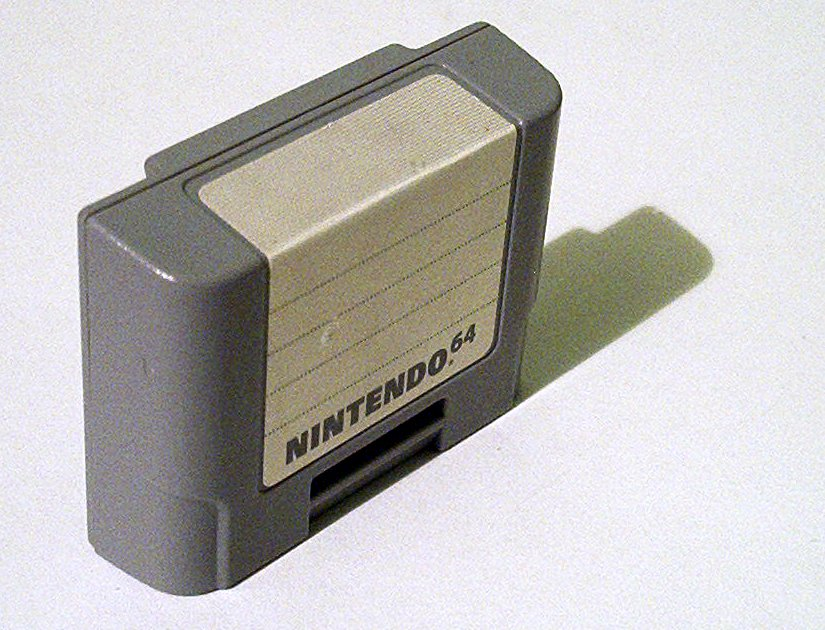
Nintendo 64
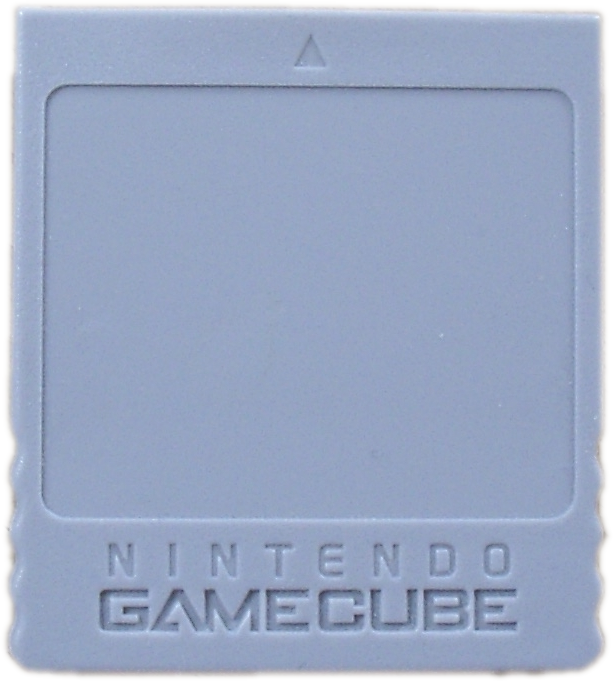
Nintendo GameCube
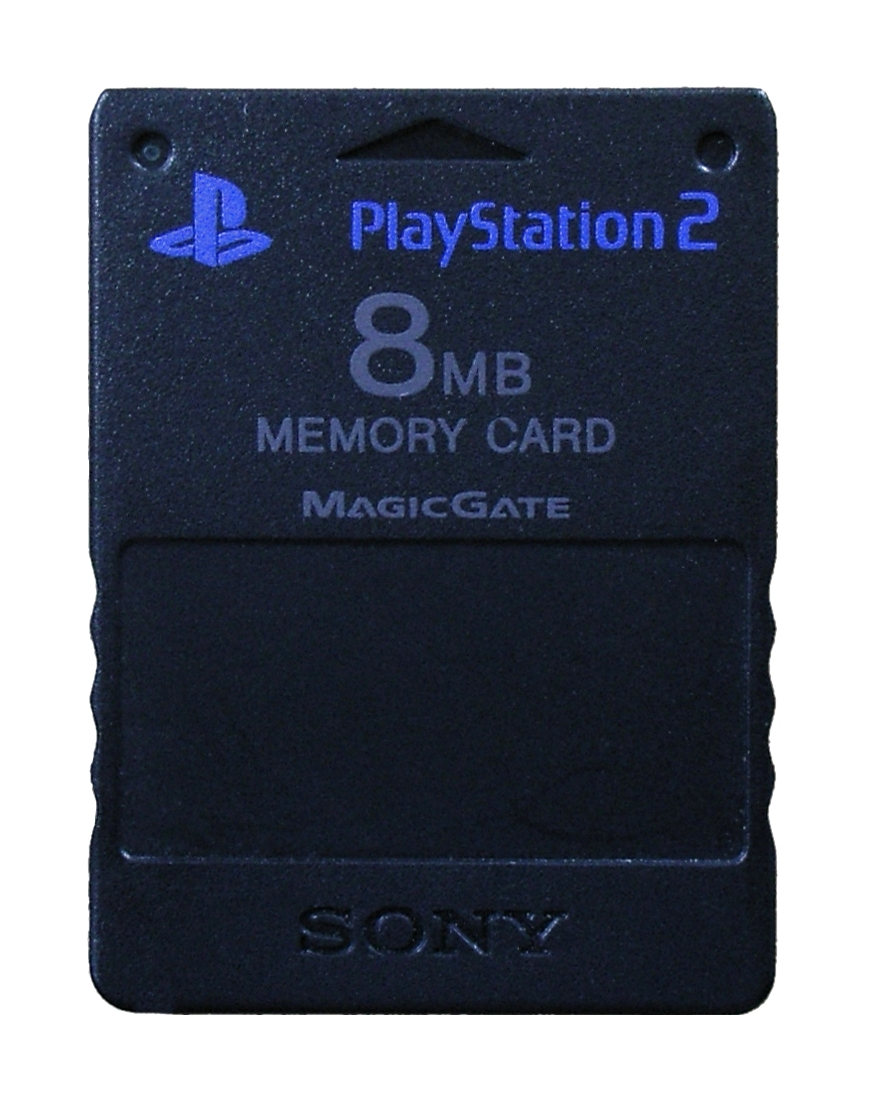
PlayStation 2